# Vaticaanse Naumachie
De Vaticaanse Naumachie (Latijn:Naumachia Vaticana), ook bekend als de Naumachie van Trajanus (Naumachia Traiani), was een groot stadion in het Oude Rome, dat werd gebruikt voor het naspelen van zeeslagen (naumachiae) door gladiatoren.

## Geschiedenis
De naumachie stond direct ten zuiden van de Vaticaanse heuvel, in de 14e regio Trans Tiberim van de stad. De extravagante zeeslagen waren populair onder de Romeinse bevolking en keizer Domitianus liet daarom in deze buurt een aantal jaren eerder al een grote naumachie bouwen. Zijn opvolger Trajanus liet deze echter na een grote brand in het Circus Maximus afbreken om met de stenen het circus te kunnen herstellen. In 109 n.Chr. liet Trajanus zelf een nieuwe naumachie bouwen, mogelijk op dezelfde plaats als de Naumachie van Domitianus.
In de middeleeuwen verviel het enorme gebouw tot een ruïne, waarna het vrijwel geheel verdween. De buurt tussen de Vaticaanse heuvel, de Engelenburcht en de Via Cornelia stond tot aan de 11e eeuw nog wel bekend als naumachiae en in de 8e eeuw werd hier de kerk "S. Pellegrino in Naumachia" gebouwd.

## Restanten
Restanten van de Vaticaanse Naumachie zijn direct ten noordwesten van de Engelenburcht teruggevonden. Twee delen van de fundamenten van tribunes, met gewelfde gangen en restanten van vier rijen zitplaatsen, zijn bewaard gebleven. Uit onderzoek bleek dat op deze fundering waarschijnlijk nog hogere tribunes waren gebouwd die via trappen bereikbaar waren. Onder de arcaden van vele ingangen waren dan winkels en bordelen gevestigd, waarmee de Vaticaanse Naumachie eenzelfde soort gebouw was als het circus of het amfitheater. De bewaard gebleven constructie is gemaakt van beton bekleed met baksteen en dit is typerend voor de tijd van Trajanus. De muren waren bekleed met een waterwerende specie en voorzien van drainagepijpen, waardoor vrijwel zeker is dat dit geen circus is, maar een stadion waar waterspelen werden gehouden.
Door de grote afmetingen van de naumachie werd lang gedacht dat dit wel een circus was. Op oude kaarten van Rome in de oudheid staat het gebouw dan ook aangegeven als "Circus van Hadrianus", mogelijk vanwege het Mausoleum van keizer Hadrianus (de huidige Engelenburcht), dat er direct naast stond.